# Parma Calcio 1913
Parma Calcio 1913, kurz Parma Calcio, ist ein italienischer Fußballverein aus der emilianischen Stadt Parma. Weitere Bezeichnungen sind I Crociati („Die Kreuzritter“) und I Gialloblu („Die Gelb-Blauen“).
Der Verein entstand im Juni 2015 aus dem bankrotten FC Parma, der wiederum im Sommer 2004 aus der Konkursmasse des Parmalat-Konzerns entstanden war. Aus dieser war der Traditionsverein AC Parma herausgelöst und als FC Parma neu gegründet worden.
Seine größten Erfolge erlebte der Verein in den 1990er Jahren, als er unter dem Namen AC Parma an vier Europapokalendspielen (von 1993 bis 1995 drei in Folge) teilnahm, zweimal den UEFA-Pokal (1995 und 1999) und einmal den Europapokal der Pokalsieger (1993) gewann. Ohne jemals einen Meistertitel gewonnen zu haben, ist Parma Calcio damit im Europapokal der vierterfolgreichste Verein Italiens hinter den großen drei, Juventus Turin, dem AC Mailand und Inter Mailand. Darüber hinaus haben die Parmesaner bei fünf Endspielteilnahmen dreimal die Coppa Italia für sich entschieden.
Die beste Platzierung in der Serie A, in welcher der Verein von 1990 bis 2008 sowie von 2009 bis 2015 24 Spielzeiten verbrachte, erreichte der AC Parma mit der Vizemeisterschaft 1997. Nach diversen Abstiegen und Aufstiegen spielt Parma 2024/25 in der Serie A.

## Geschichte

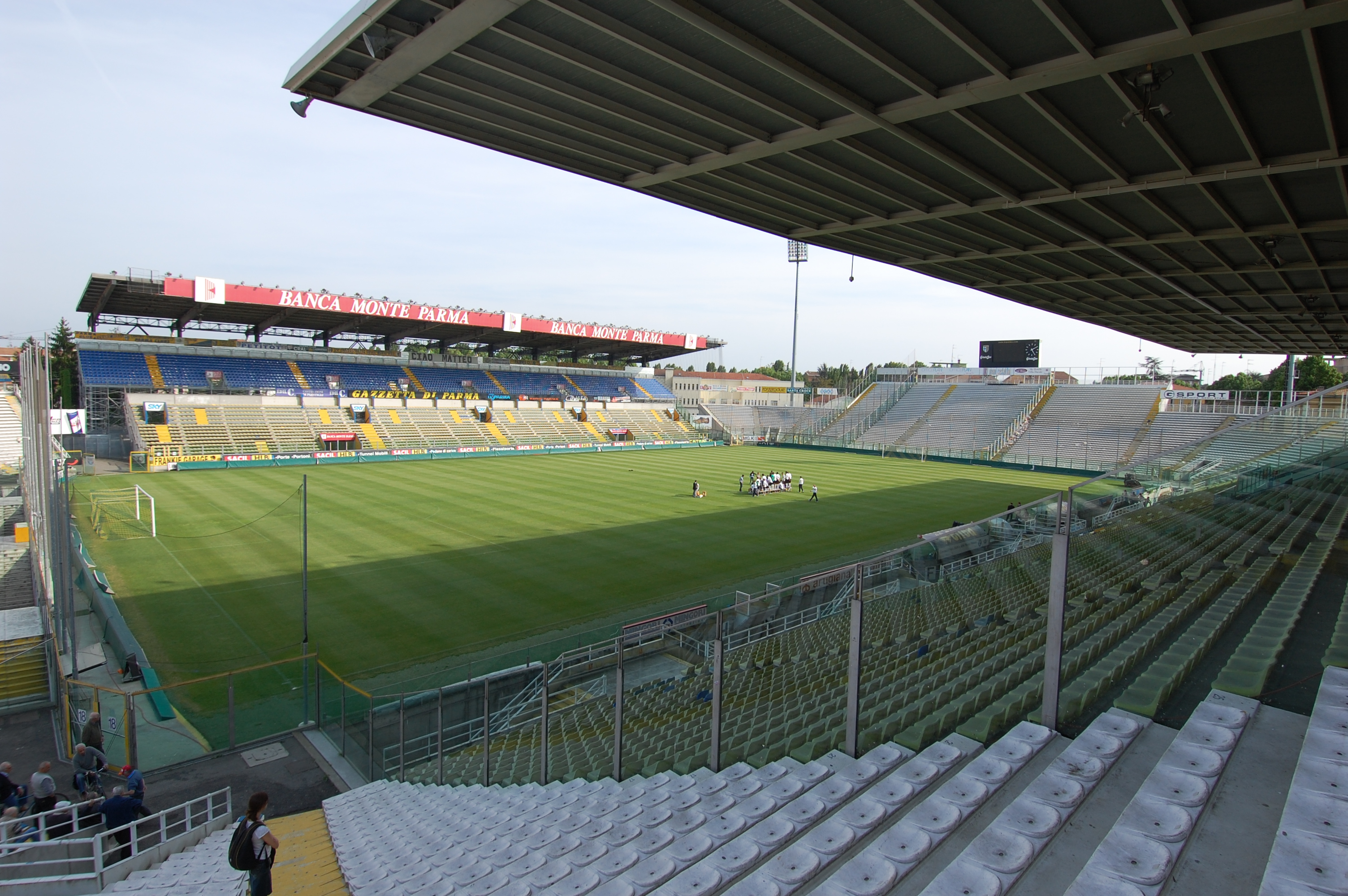
Das Stadio Ennio Tardini, seit 1923 Heimstätte von Parma Calcio

### Gründungsphase
Der Verein wurde 1913 ursprünglich unter dem Namen Verdi AC gegründet. Jedoch wurde der Vereinsname schnell auf den Namen der Stadt geändert. Der Verein pendelte fortan die meiste Zeit seines Bestehens zwischen der zweitklassigen Serie B und der drittklassigen Serie C. Zum Ende der 1960er-Jahre stieg er dann in die halbprofessionellen Ligen Italiens ab.
Nachdem der Verein mehrmals seinen Besitzer und Namen gewechselt hatte, schloss er sich im Jahre 1970 mit dem AC Parmense zusammen. Der Verein stieg wieder in das italienische Profiligensystem auf, blieb aber bis Mitte der 1980er-Jahre wenig erfolgreich.

### Sportliche Hochphase
Im Jahre 1985 übernahm der spätere italienische Nationaltrainer Arrigo Sacchi das Management des Vereins. Unter seiner Führung wurde die AC Parma Meister der Serie C1. Als der Verein im Mittelfeld der Serie B stand, wechselte Sacchi zum AC Mailand.
Sacchis Nachfolger Nevio Scala führte die AC Parma 1990 zum erstmaligen Aufstieg in die Serie A. Mit der Verpflichtung einiger talentierter Spieler aus dem Ausland formte Scala eine Spitzenmannschaft. Bereits im ersten Jahr gelang es dem Team, sich mit dem sechsten Platz in der Serie A für den UEFA-Pokal zu qualifizieren.
Finanziert wurde der Erfolg durch den italienischen Nahrungsmittelkonzern Parmalat, der sich als Sponsor zur Verfügung stellte und eine Beteiligung in Höhe von 45 Prozent des Vereins erwarb.
Der Erfolg der AC Parma auf nationaler und internationaler Ebene machte den Verein für zahlreiche Stars interessant. So schlossen sich die italienischen Nationalspieler Fabio Cannavaro, Gianfranco Zola, Dino Baggio und Diego Fuser dem Verein an.
Trainer Nevio Scala verließ 1996 den Verein und sein Amt wurde von Carlo Ancelotti übernommen. Mit ihm gelang 1997 mit der Vizemeisterschaft die beste Platzierung des Vereins in seiner Geschichte. Am Ende lag die AC Parma nur zwei Punkte hinter dem Meister Juventus Turin.
Seit ihrem Aufstieg in die Serie A konnte sich die AC Parma in jedem jeweils folgenden Jahr für einen Europapokal qualifizieren. Folgende drei europäische Trophäen gewann der Klub dabei: 1993 den Europapokal der Pokalsieger sowie 1995 und 1999 den UEFA-Pokal.

### Niedergang der AC Parma und Neugründung als FC Parma
Im Sommer 2004 musste die Muttergesellschaft der AC Parma, der Parmalat-Konzern, Konkurs anmelden. Dieser betraf auch den AC Parma. Nur durch ein vom italienischen Industrieminister Antonio Marzano eingebrachtes Gesetz konnte der Verein aus der Konkursmasse von Parmalat herausgelöst und somit vor der Liquidation gerettet werden. Als Nachfolgeverein wurde der FC Parma gegründet, der in der Saison 2004/05 den Startplatz des AC Parma in der Serie A übernahm und bis zum Ablauf der Saison 2005/06 unter Gläubigerschutz gestellt wurde.

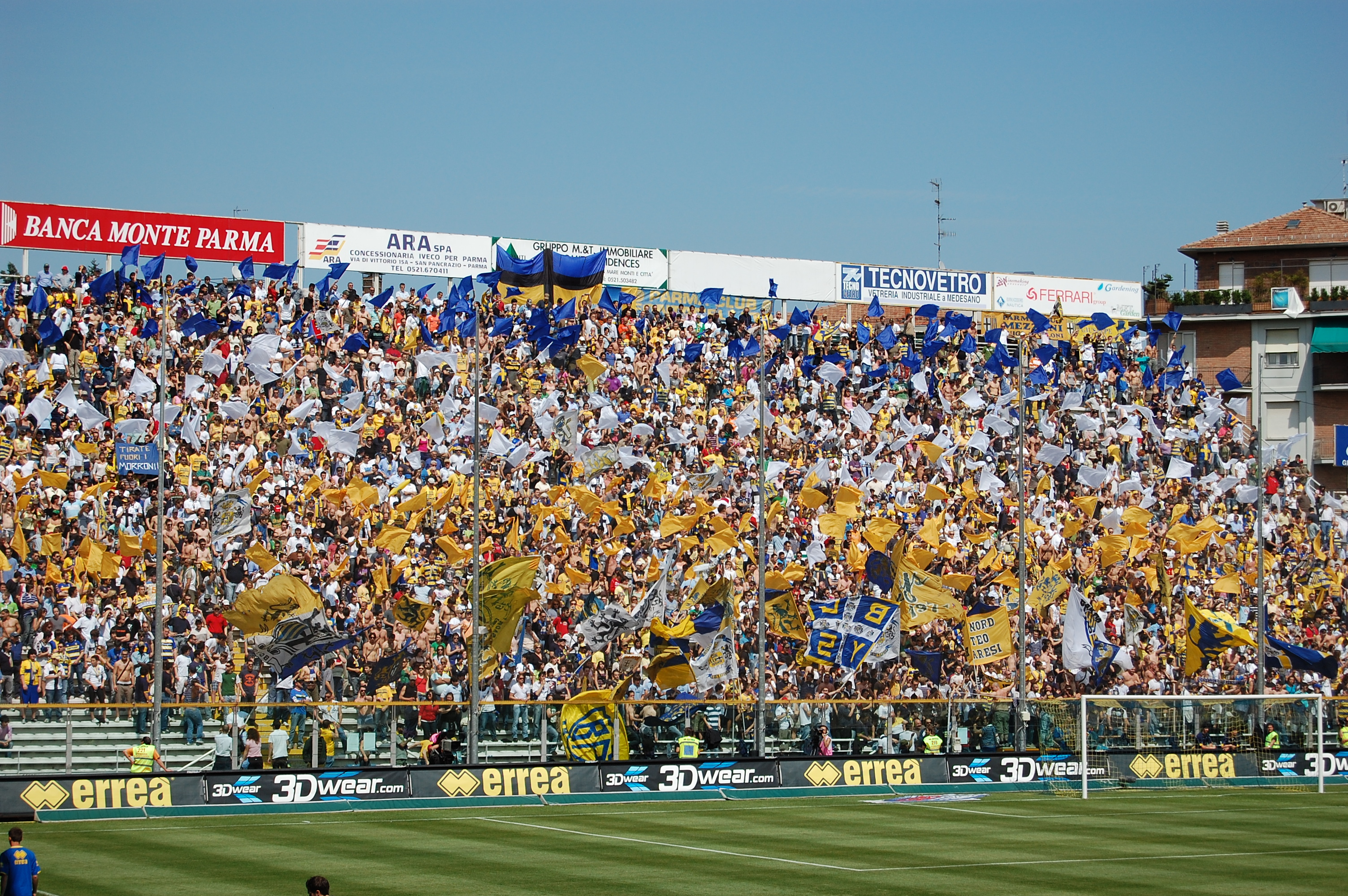
Anhänger von Parma Calcio

### Wechselhafte Zeit als FC Parma und erneuter Niedergang
Am 15. Dezember 2004 übernahm Pietro Carmignani das Traineramt des italienischen Erstligisten und folgte dem zuvor entlassenen Silvio Baldini, der mit der AC Parma 2002 die Coppa Italia gewonnen hatte. In der Saison 2004/05 führten die finanziellen Turbulenzen fast zum Abstieg des Vereins, der Gang in die Serie B konnte aber gerade noch vermieden werden. In der darauf folgenden Saison lief es sportlich wieder besser und man konnte sich – auch dank der Urteile im Italienischen Fußballskandal – wieder für den UEFA-Pokal qualifizieren.
Am 12. Mai 2008 wurde einen Spieltag vor Ende der Saison 2007/08 der erst am 11. März 2008 verpflichtete Trainer Héctor Cúper aufgrund des drohenden Abstiegs entlassen. Sein Nachfolger wurde Jugendtrainer Andrea Manzo. Am Ende der Saison stieg der FC Parma als Tabellenvorletzter trotzdem in die Serie B ab, schaffte aber den direkten Wiederaufstieg und spielte in der Saison 2009/10 wieder erstklassig. Zum Saisonende wurde mit dem Erreichen des achten Platzes der Ligaerhalt gesichert, mit drei Zählern Rückstand auf Juventus Turin wurde die Qualifikation für die UEFA Europa League nur knapp verfehlt.
Die Spielzeit 2010/11 verlief für den FC Parma durchwachsen und man schloss die Saison auf dem 12. Tabellenplatz ab. Dagegen verpasste man in der Saison 2011/12 als Tabellenachter die Qualifikation für die UEFA Europa League erneut nur knapp – am Ende fehlten zwei Punkte auf den Tabellensechsten Inter Mailand. Nach dem 10. Platz in der Saison 2012/13 gelang 2013/14 mit dem 6. Platz wieder die sportliche Qualifikation für die Europa League, doch wurde der FC Parma von der UEFA wegen steuerlicher Unregelmäßigkeiten von der Teilnahme ausgeschlossen.
Die folgende Spielzeit verlief, schon allein sportlich gesehen, katastrophal für den FC Parma. Trotz einiger Überraschungssiege zu Hause gegen Juventus Turin, die AC Florenz und Inter Mailand sowie eines 4:5 gegen den AC Mailand befand sich der Verein bereits früh am Tabellenende. Hinzu kamen drei Abzüge von insgesamt sieben Punkten aus finanziellen Gründen. Im März 2015 wurde der Klub schließlich offiziell für insolvent erklärt. Die Schulden beliefen sich auf 218 Millionen Euro. Teilweise konnten die Parmesaner nicht einmal mehr das Geld für die Austragung ihrer Heimspiele aufbringen, so dass diese verschoben werden mussten. Letztlich stieg der Verein mit 19 Punkten als Tabellenletzter aus der Serie A ab, woran auch die sportliche Bilanz von 26 Punkten ohne Abzüge nichts geändert hätte.

### Zweite Neugründung
Am 30. Juni 2015 wurde der Verein als Parma Calcio 1913 neu gegründet und übernahm nach Artikel 52, Paragraph 10 der Norme organizzative interne della FIGC (kurz NOIF, dt. Internes Organisationsreglement der FIGC) die Nachfolge des FC Parma im Amateurbereich. In der Saison 2015/16 trat Parma Calcio somit in der viertklassigen Serie D, der höchsten Spielklasse im Amateurbereich, an. Neuer Präsident wurde der frühere Trainer Nevio Scala, der den AC Parma 1990 in die Erstklassigkeit geführt hatte. Unterstützt wird der Klub vom Nahrungsmittelkonzern Barilla und sieben weiteren Investoren. Als Trainer folgte nach drei Jahren unter Roberto Donadoni der frühere Spieler des AC Parma, Luigi Apolloni, der bis dahin in der Serie B und der Ersten Liga Sloweniens tätig gewesen war. Schon nach einer Saison, in der der Zuschauerrekord der Serie D verdoppelt wurde, stieg der Verein mit 94 Punkten als ungeschlagener Meister seiner Gruppe direkt in die professionelle Lega Pro auf. In der Saison 2016/17 gelang der Durchmarsch in die Serie B, im nächsten Jahr erfolgte der direkte Aufstieg in die Serie A. Nach drei Jahren stieg Parma Calcio 2021 erneut in die Serie B ab, konnte 2024 aber wieder den Aufstieg in die Serie A schaffen. Zur Saison 2021/22 kehrte der Torwart und italienische Rekordnationalspieler Gianluigi Buffon nach 20 Jahren zum Verein zurück, er war bereits von 1991 bis 2001 bei Parma aktiv.

## Weiteres

### Vereinswappen

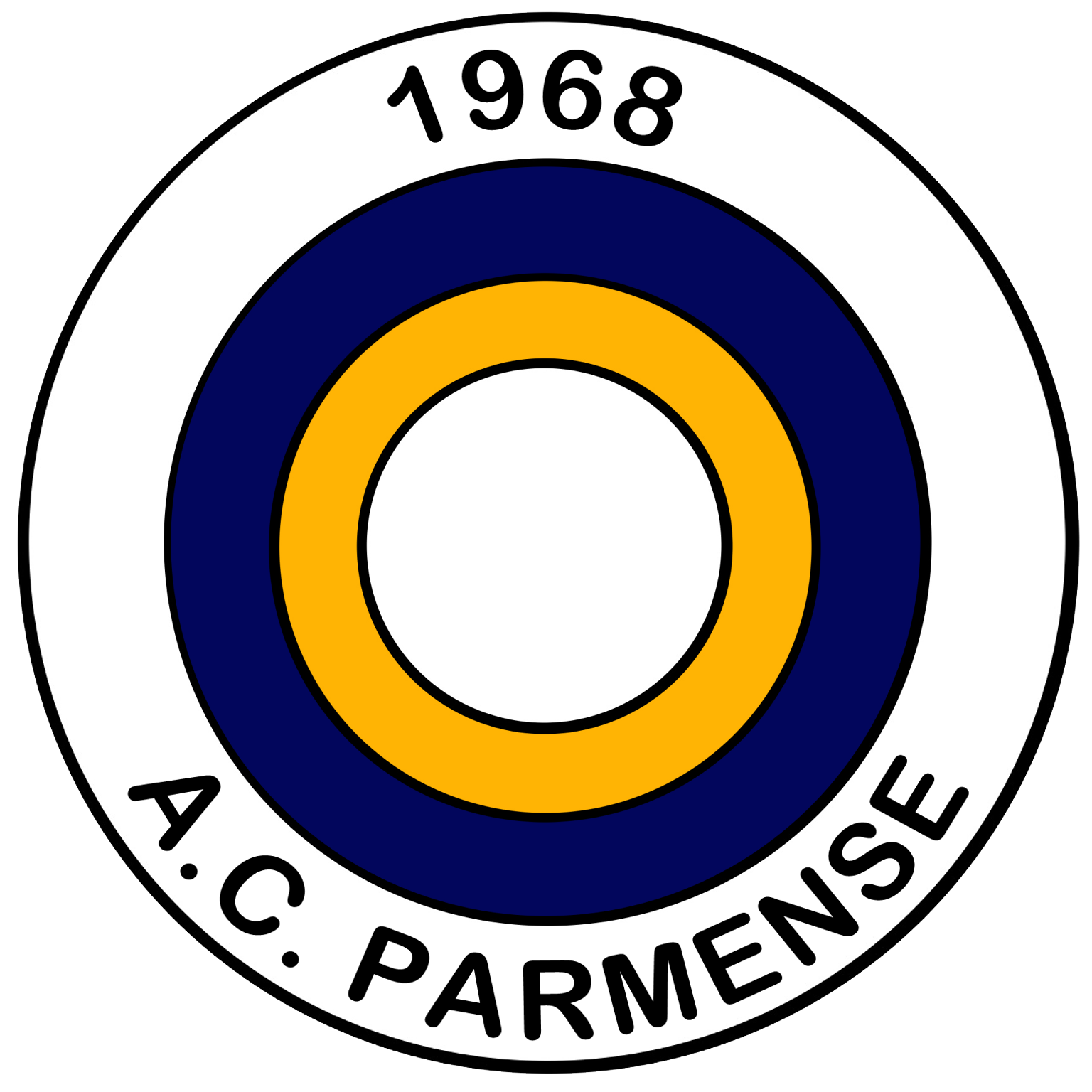
1968 bis 1970
1970 bis 2000 und 2001 bis 2004
2004 bis 2013
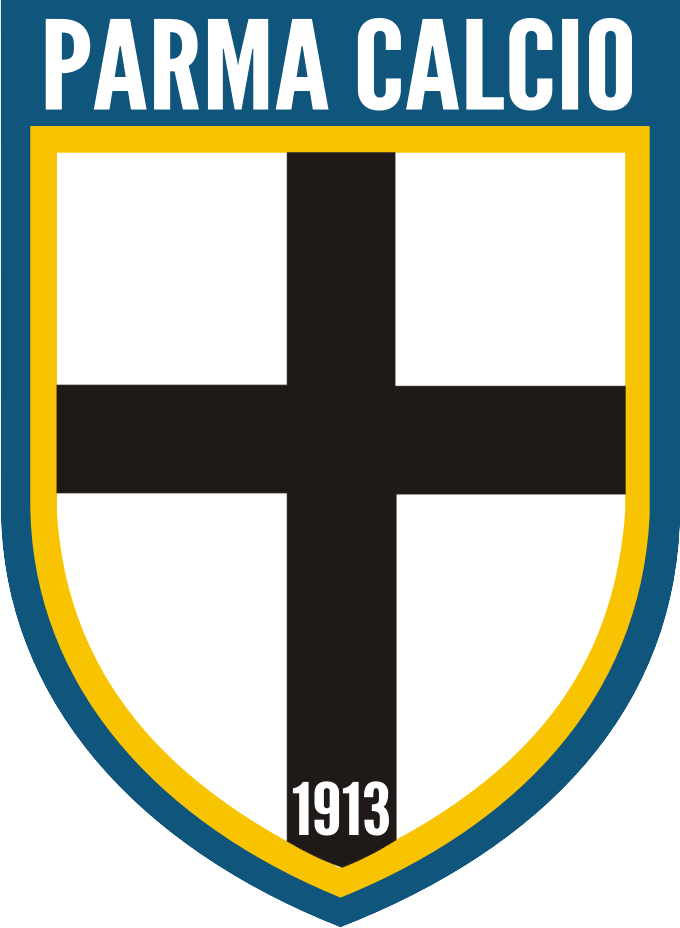
2015 bis 2016
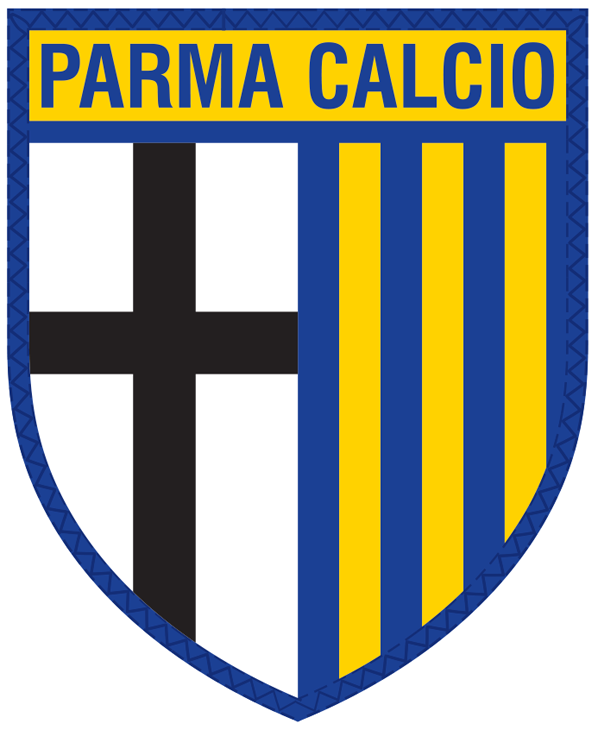
Seit 2016

## Aktueller Kader der Saison 2024/25
Stand: 28. Mai 2025
| Nr. |                | Position | Name                |
| --- | -------------- | -------- | ------------------- |
| 3   | Venezuela      | AB       | Yordan Osorio       |
| 4   | Ungarn         | AB       | Botond Balogh       |
| 5   | Argentinien    | AB       | Lautaro Valenti     |
| 7   | Polen          | ST       | Adrian Benedyczak   |
| 8   | Argentinien    | MF       | Nahuel Estévez      |
| 9   | Kongo Republik | ST       | Gabriel Charpentier |
| 10  | Spanien        | MF       | Adrián Bernabé      |
| 11  | Schweden       | ST       | Pontus Almqvist     |
| 13  | Frankreich     | ST       | Ange-Yoan Bonny     |
| 14  | Italien        | AB       | Emanuele Valeri     |
| 15  | Italien        | AB       | Enrico Delprato     |
| 16  | Belgien        | MF       | Mandela Keita       |
| 17  | Schweden       | ST       | Jacob Ondrejka      |
| 18  | Norwegen       | AB       | Mathias Løvik       |
| 19  | Schweiz        | MF       | Simon Sohm          |
| 20  | Frankreich     | MF       | Antoine Hainaut     |

| Nr. |                         | Position | Name                   |
| --- | ----------------------- | -------- | ---------------------- |
| 21  | Italien                 | AB       | Alessandro Vogliacco   |
| 22  | Italien                 | ST       | Matteo Cancellieri     |
| 23  | Elfenbeinküste          | MF       | Drissa Camara          |
| 27  | Brasilien               | MF       | Hernani Azevedo Junior |
| 28  | Rumänien                | ST       | Valentin Mihăilă       |
| 30  | Bosnien und Herzegowina | ST       | Milan Đurić            |
| 31  | Japan                   | TW       | Zion Suzuki            |
| 32  | Argentinien             | ST       | Mateo Pellegrino       |
| 33  | Italien                 | TW       | Richard Marcone        |
| 39  | Australien              | AB       | Alessandro Circati     |
| 40  | Italien                 | TW       | Edoardo Corvi          |
| 46  | Italien                 | AB       | Giovanni Leoni         |
| 61  | Tunesien                | ST       | Anas Haj Mohamed       |
| 62  | Polen                   | ST       | Mateusz Kowalski       |
| 98  | Rumänien                | ST       | Dennis Man             |

## Daten und Fakten

### Vereinserfolge
| National                        | Titel | Saison                    |
| ------------------------------- | ----- | ------------------------- |
| Italienischer Pokal             | 3     | 1991/92, 1998/99, 2001/02 |
| Italienischer Supercup          | 1     | 1999                      |
| International                   | Titel | Saison                    |
| Europapokal der Pokalsieger     | 1     | 1992/93                   |
| UEFA Super Cup                  | 1     | 1993                      |
| UEFA-Pokal / UEFA Europa League | 2     | 1994/95, 1998/99          |

### Ehemalige Spieler
- Afriyie Acquah
- Bruno Alves
- Luigi Apolloni
- Adaílton
- Adriano
- Amauri
- Márcio Amoroso
- Nicola Amoruso
- Faustino Asprilla
- Matías Almeyda
- Carlo Ancelotti
- Luca Antonelli
- Stephen Appiah
- Dino Baggio
- Simone Barone
- Yohan Benalouane
- Jesper Blomqvist
- Waleri Boschinow
- Alain Boghossian
- Mark Bresciano
- Matteo Brighi
- Tomas Brolin
- Abel Balbo
- Marco Ballotta
- Marco Branca
- Jonathan Biabiany
- William Bronzoni
- Ishak Belfodil
- Antonio Benarrivo
- Luca Bucci
- Manuele Blasi
- Igor Budan
- Gianluigi Buffon
- Patrick M’Boma
- Emiliano Bonazzoli
- Daniele Bonera
- Waleri Boschinow
- Cesare Bovo
- Emanuele Calaiò
- Alberto Cerri
- Raman Chibsah
- Luca Cigarini
- Sérgio Conceição
- Massimo Crippa
- Antonio Candreva
- Fabio Cannavaro
- Paolo Cannavaro
- Amedeo Carboni
- Mattia Cassani
- Alberto Di Chiara
- Fernando Couto
- Antonio Cassano
- Alberto Cerri
- Enrico Chiesa
- Matteo Contini
- Andreas Cornelius
- Bernardo Corradi
- Hernán Crespo
- Matteo Darmian
- Grégoire Defrel
- Daniele Dessena
- Jacopo Dezi
- Aimo Diana
- Marco Donadel
- Blerim Džemaili
- Edmondo Fabbri
- Gian Marco Ferrari
- Matteo Ferrari
- Stefano Fiore
- Diego Fuser
- Sébastien Frey
- Giovanni Galli
- Daniele Galloppa
- Enzo Gambino
- Maurizio Ganz
- Walter Gargano
- Andrea Gasbarroni
- Gervinho
- Alberto Gilardino
- Sebastian Giovinco
- Federico Giunti
- Massimo Gobbi
- Alberto Grassi
- Vince Grella
- Georges Grün
- Hernani
- Filippo Inzaghi
- Mikael Ishak
- Jonathan
- Cristóbal Jorquera
- Juraj Kucka
- Dejan Kulusevski
- Július Korostelev
- Davide Lanzafame
- Gianluca Lapadula
- Martin Laursen
- Julio César de León
- Francesco Lodi
- Alessandro Lucarelli
- José Mauri
- Marco Marchionni
- McDonald Mariga
- Alessandro Melli
- Giampaolo Menichelli
- Johan Micoud
- Savo Milošević
- Lorenzo Minotti
- Cristian Molinaro
- Bruno Mora
- Emiliano Moretti
- Domenico Morfeo
- Gianni Munari
- Zlatan Muslimović
- Roberto Mussi
- Adrian Mutu
- Hidetoshi Nakata
- Antonio Nocerino
- Joel Obi
- Stefano Okaka
- Ariel Ortega
- Gabriel Paletta
- Alberto Paloschi
- Christian Panucci
- Marco Parolo
- Graziano Pellè
- Sławomir Peszko
- Giuseppe Pezzella
- Gabriele Pin
- Stefano Pioli
- Ivo Pulga
- Reginaldo
- Giuseppe Rossi
- Patrizio Sala
- Nicola Sansone
- Manuel Scavone
- Fábio Simplício
- Mario Stanić
- Roberto Néstor Sensini
- Ezequiel Schelotto
- Nicolás Schiappacasse
- Christo Stoitschkow
- Hakan Şükür
- Cláudio Taffarel
- Lilian Thuram
- Magnus Troest
- Marco Di Vaio
- Paolo Vanoli
- Juan Sebastián Verón
- Cristian Zaccardo
- Damiano Zenoni
- Gianfranco Zola

### Trainerhistorie

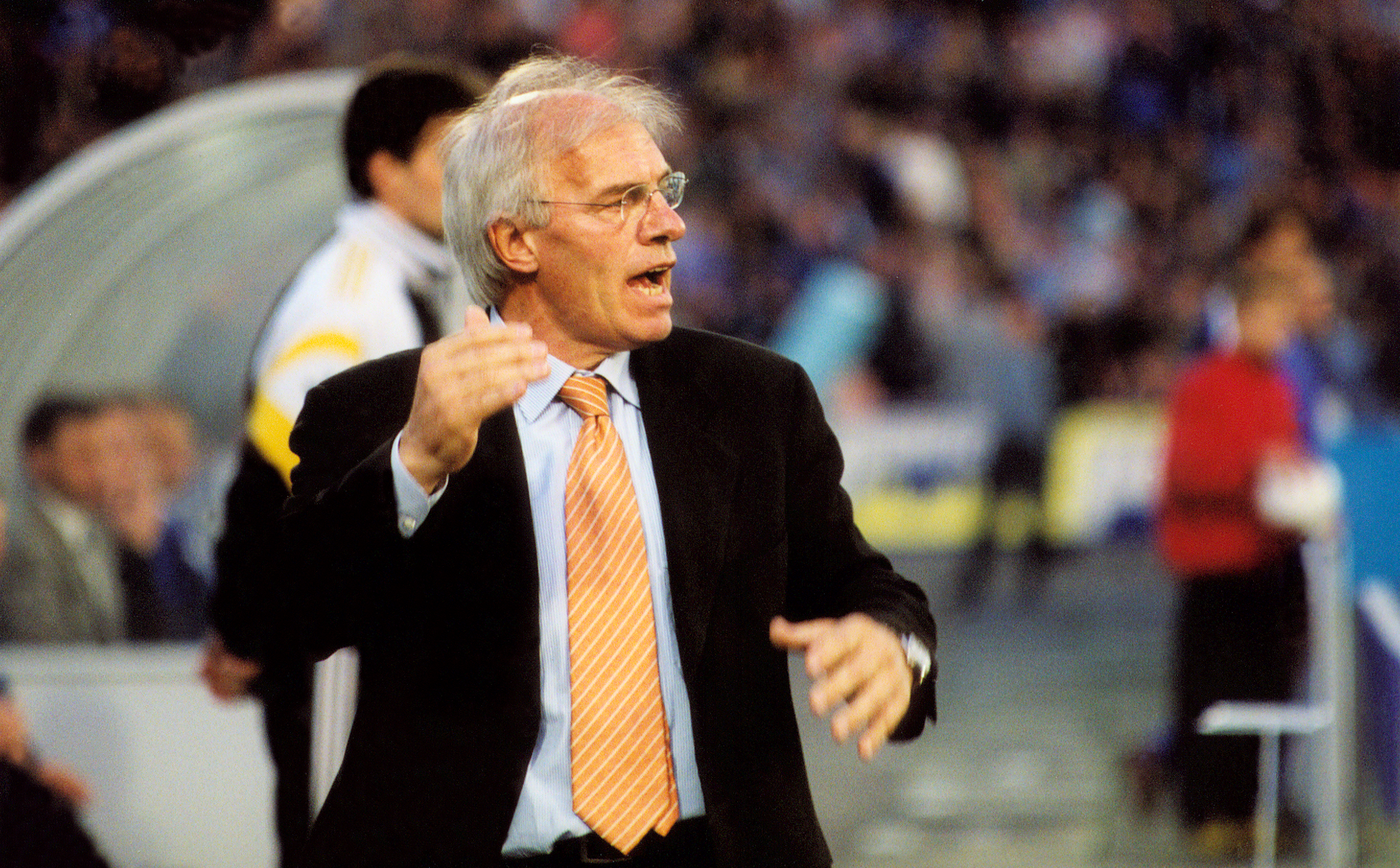
Der bis heute erfolgreichste Trainer der Vereinsgeschichte von Parma Calcio, Nevio Scala.

| Cheftrainer | Cheftrainer                                                      |
| Amtszeit    | Name                                                             |
| ----------- | ---------------------------------------------------------------- |
| 1919–1920   | Violi Porcelli Spaggiari                                         |
| 1920/21     | Percy Humphreys                                                  |
| 1921/23     | Adolf Riebe                                                      |
| 1923/24     | Guido Ara                                                        |
| 1924/25     | Gabbi                                                            |
| 1925/26     | Karl Achatzy                                                     |
| 1926/27     | Ghini Johann Strnad                                              |
| 1927/28     | Emilio Grossi                                                    |
| 1928/29     | Raoul Violi                                                      |
| 1929/30     | Emilio Grossi                                                    |
| 1930/31     | Armand Halmos                                                    |
| 1931/32     | Emilio Grossi                                                    |
| 1932/33     | Crotti                                                           |
| 1933–1936   | Tito Mistrali                                                    |
| 1936/37     | Alfredo Mattioli                                                 |
| 1937/38     | Elvio Banchero                                                   |
| 1938/39     | Pál Szalaj                                                       |
| 1939/40     | József Wereb                                                     |
| 1940–1942   | Alfredo Mattioli                                                 |
| 1942/43     | Italo Defendi                                                    |
| 1945/46     | Giuseppe Ferrari                                                 |
| 1946/47     | Renato Cattaneo Lombatti Frione Mistrali                         |
| 1947/48     | Bruno Dentelli Mazzoni Vinzenz Dittrich Tagliani                 |
| 1948/49     | Renato Cattaneo Giuberti Mistrali Ferrari Lombatti Carlo Rigotti |

| Cheftrainer | Cheftrainer                        |
| Amtszeit    | Name                               |
| ----------- | ---------------------------------- |
| 1949/50     | Carlo Rigotti                      |
| 1950/51     | Giovanni Mazzoni Boni Mattioli     |
| 1951–1953   | Paolo Tabanelli                    |
| 1953/54     | Carlo Alberto Quario               |
| 1954–1956   | Ivo Fiorentini                     |
| 1956/57     | Olivieri Giuberti Čestmír Vycpálek |
| 1957/58     | Čestmír Vycpálek                   |
| 1958–1960   | Guido Mazzetti                     |
| 1960/61     | Guido Mazzetti Mario Genta         |
| 1961/62     | Mario Genta                        |
| 1962/63     | Mario Genta Canforini              |
| 1963/64     | Canforini Diotallevi Sentimenti    |
| 1964/65     | Bruno Dazzi Bruno Arcari           |
| 1965/66     | Ivano Corghi Dante Boni            |
| 1966/67     | Dante Boni Brighenti               |
| 1967/68     | Giancarlo Vitali                   |
| 1968/69     | Dante Boni Lorenzi Dante Boni      |
| 1968/69     | Giancarlo Vitali                   |
| 1969/70     | Giancarlo Vitali Stefano Angeleri  |
| 1970/71     | Stefano Angeleri                   |
| 1971/72     | Stefano Angeleri Antonio Soncini   |
| 1972/74     | Giorgio Sereni                     |
| 1974/75     | Giorgio Sereni Renato Gei          |

| Cheftrainer | Cheftrainer                                        |
| Amtszeit    | Name                                               |
| ----------- | -------------------------------------------------- |
| 1975/76     | Giovanni Meregalli                                 |
| 1976/77     | Tito Corsi Bruno Mora                              |
| 1977/78     | Gianni Corelli Giorgio Visconti                    |
| 1978/79     | Graziano Landoni Cesare Maldini                    |
| 1979/80     | Cesare Maldini Domenico Rosati                     |
| 1980/81     | Domenico Rosati Giorgio Sereni                     |
| 1981/82     | Giancarlo Danova                                   |
| 1982/83     | Giancarlo Danova Bruno Mora                        |
| 1983/84     | Marino Perani                                      |
| 1984/85     | Marino Perani Flaborea Pietro Carmignani           |
| 1985–1987   | Arrigo Sacchi                                      |
| 1987/88     | Zdeněk Zeman Giampiero Vitali                      |
| 1988/89     | Giampiero Vitali                                   |
| 1989–1996   | Nevio Scala                                        |
| 1996–1998   | Carlo Ancelotti                                    |
| 1998–2000   | Alberto Malesani                                   |
| 2000/01     | Alberto Malesani Arrigo Sacchi Renzo Ulivieri      |
| 2001/02     | Renzo Ulivieri Daniel Passarella Pietro Carmignani |
| 2002–2004   | Cesare Prandelli                                   |
| 2004/05     | Silvio Baldini Pietro Carmignani                   |
| 2005/06     | Mario Beretta                                      |
| 2006/07     | Stefano Pioli Claudio Ranieri                      |

| Cheftrainer | Cheftrainer                                 |
| Amtszeit    | Name                                        |
| ----------- | ------------------------------------------- |
| 2007/08     | Domenico Di Carlo Héctor Cúper Andrea Manzo |
| 2008/09     | Luigi Cagni Francesco Guidolin              |
| 2009/10     | Francesco Guidolin                          |
| 2010/11     | Pasquale Marino Franco Colomba              |
| 2011/12     | Franco Colomba Roberto Donadoni             |
| 2012–2015   | Roberto Donadoni                            |
| 2015–2016   | Luigi Apolloni                              |
| 2016–2017   | Stefano Morrone                             |
| 2017–2020   | Roberto D’Aversa                            |
| 2020–2021   | Fabio Liverani                              |
| 2021        | Roberto D’Aversa                            |
| 2021        | Enzo Maresca                                |
| 2021–2022   | Giuseppe Iachini                            |
| 2022–2025   | Fabio Pecchia                               |
| 2025        | Cristian Chivu                              |
| 2025–       | Carlos Cuesta                               |

### Ligazugehörigkeit
| Liga    | Jahre | Zuletzt | Aufstieg                                                            | Abstieg                                                    |
| ------- | ----- | ------- | ------------------------------------------------------------------- | ---------------------------------------------------------- |
| Serie A | 28    | 2024/25 | –                                                                   | ▼ 3 (2007/08, 2014/15, 2020/21)                            |
| Serie B | 30    | 2022/23 | ▲ 4 (1989/90, 2008/09, 2017/18, 2023/24)                            | ▼ 6 (1931/32, 1948/49, 1964/65, 1974/75, 1979/80, 1984/85) |
| Serie C | 30    | 2016/17 | ▲ 7 (1945/46, 1953/54, 1972/73, 1978/79, 1983/84, 1985/86, 2016/17) | ▼ 1 (1965/66)                                              |
| Serie D | 5     | 2015/16 | ▲ 2 (1969/70, 2015/16)                                              | –                                                          |